# Wealthy Brother John
Wealthy Brother John è un cortometraggio muto del 1911 diretto da Bert Haldane.

## Trama
Un milionario mette alla prova i suoi parenti fingendo di essere andato in bancarotta. Visti i risultati del suo stratagemma, decide di sposare la cameriera.

## Produzione
Il film fu prodotto dalla Hepworth.

## Distribuzione
Distribuito dalla Hepworth, il film - un cortometraggio di 198 metri - uscì nelle sale cinematografiche britanniche nel settembre 1911. Negli Stati Uniti, venne distribuito con il titolo Our Wealthy Nephew John il 5 febbraio 1912 dalla National Film Distributing Company.
Si conoscono pochi dati del film che, prodotto dalla Hepworth, fu distrutto nel 1924 dallo stesso produttore, Cecil M. Hepworth. Fallito, in gravissime difficoltà finanziarie, il produttore pensò in questo modo di poter almeno recuperare il nitrato d'argento della pellicola.